# Calciumwolframat
Calciumwolframat  ist eine chemische Verbindung aus der Gruppe der Wolframate.

## Geschichte
Das im Englischen und Französischen für Wolfram gebräuchliche Wort tungsten leitet sich von tung sten (schwedisch für „schwerer Stein“) ab, womit ursprünglich Calciumwolframat gemeint war. In diesem erkannte 1781 der deutsch-schwedische Chemiker Carl Wilhelm Scheele ein bis dahin unbekanntes Salz und entdeckte so das Element Wolfram.

## Vorkommen
Natürlich kommt Calciumwolframat in Form des Minerals Scheelit bzw. als Mischkristall in Powellit und in Spuren in Wolframit vor.
Es dient in dieser Form zur Herstellung von reinem Wolfram über Natriumwolframat.

## Gewinnung und Darstellung
Calciumwolframat kann durch eine tribochemische Reaktion aus Calciumoxid und Wolfram(VI)-oxid dargestellt werden.
{\displaystyle \mathrm {CaO+WO_{3}\ \longrightarrow {}\ CaWO_{4}} }

## Verwendung
Calciumwolframat ist der älteste und ein auch heute noch verwendeter Röntgenleuchtstoff z. B. für Röntgenuntersuchungen (auch als Verstärkungsfolie) in der Medizin und in der Dünnschichtchromatografie. Dies fanden Mitarbeiter von Thomas E. Edison schon im März 1896 heraus. Er ist ein sogenannter „Reinstoffphosphor“, weil er keiner Aktivierung durch Fremdatome bedarf und unter Röntgenbestrahlung blau-violett leuchtet. Sein Emissionsspektrum reicht von 380 nm bis etwa 500 nm, mit einem Maximum bei 425 nm, also ein Bereich, in dem der herkömmliche (unsensibilisierte) Röntgenfilm besonders empfindlich ist. Der mittlere Durchmesser der kristallinen Körner beträgt 4 µm. Es wird jedoch heute weitgehend von neuen Substanzen auf der Basis von Seltenerdenverbindungen abgelöst. Es dient als Legierungsmaterial auch zur Veredlung von Stahl (Wolframstähle) und mit Terbium dotiert dient es auch als Halbleitermaterial.
Calciumwolframat findet auch in 300 g großen Kristallen im CRESST-Experiment Anwendung. Eine Internationale Gruppe von Physikern versucht mit Hilfe dieser Kristalle die Existenz von sogenannten WIMPs, eines Konstituenten der Dunklen Materie, direkt nachzuweisen.